# Autoroute A13-1 (Portugal)

L'autoroute portugaise A13-1 est une antenne autoroutière située au sud de Coimbra, d'une longueur de 11 km et permettant de relier l'  à proximité d'Almalaguês, à l' à proximité de Condeixa-a-Nova.
Cette autoroute est payante (concessionnaire: Ascendi). Le péage est assuré par des portiques automatiques en flux libre (free-flow).

## Historique des tronçons
| Tronçon | État (2012)                                        | km   |
| ------- | -------------------------------------------------- | ---- |
| -       | En service (12/2012) (Concession: Pinhal Interior) | 10,7 |

## Capacité
| Section | Capacité | Longueur |
| ------- | -------- | -------- |
| A13-1   |          | 11 km    |

## Itinéraire
| Sorties                    | Villes                   |
| -------------------------- | ------------------------ |
|                            | Coimbra Tomar            |
| Portique de péage - € 0,15 |                          |
| Sortie                     | Almalaguês               |
| Portique de péage - € 0,70 |                          |
| Sortie                     | Coimbra IC 2 Leiria IC 2 |
|                            | Coimbra Leiria           |